# Strzelectwo na Letnich Igrzyskach Paraolimpijskich 2008

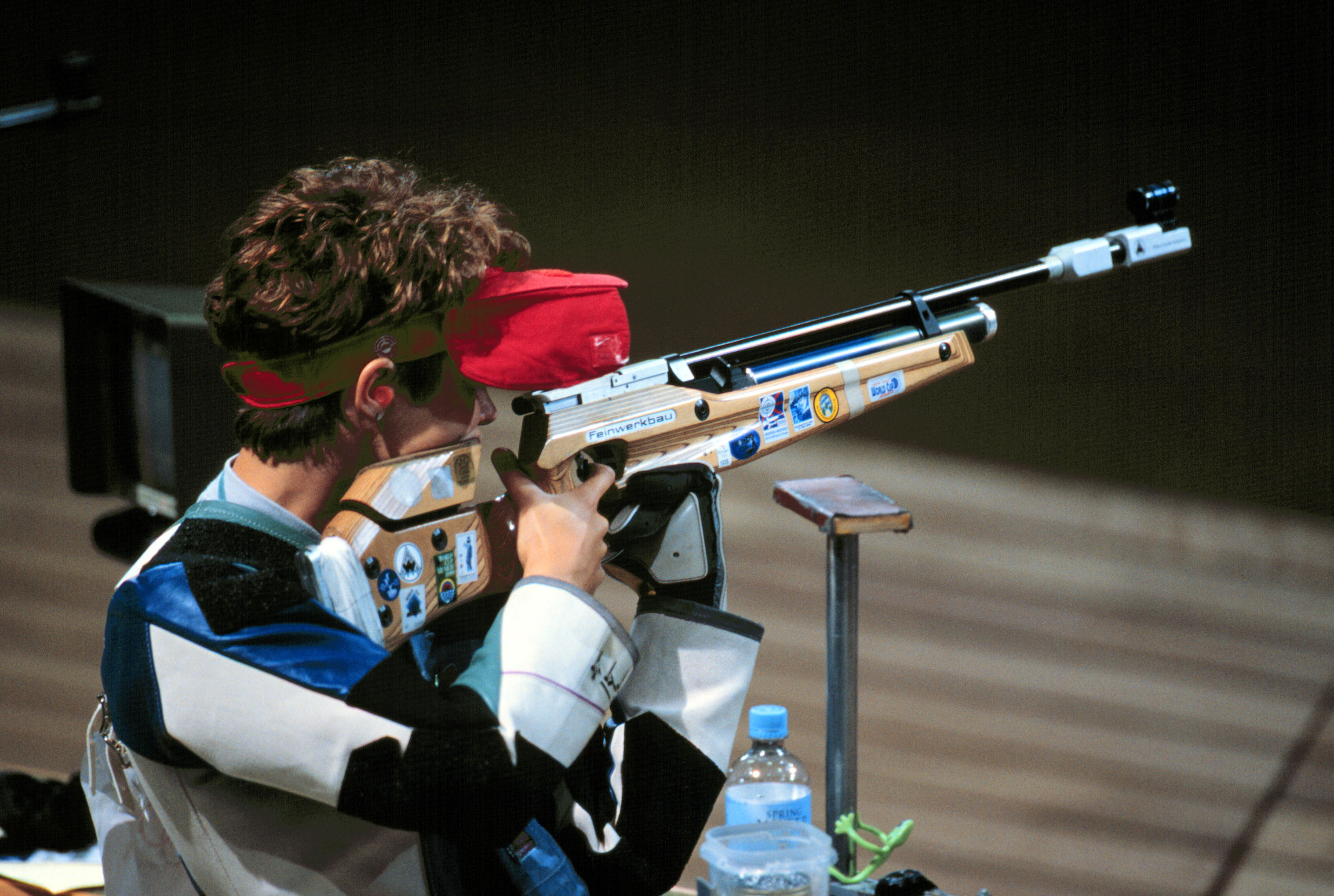

Strzelectwo na Letnich Igrzyskach Paraolimpijskich 2008 odbywało się w dniach 7 - 12 września na obiekcie Beijing Shooting Range Hall. Rozdanych zostało 12 kompletów medali.

## Obiekty
| Obiekt                      | Miasto | Funkcja           |
| Beijing Shooting Range Hall | Pekin  | Zawody i treningi |

## Kwalifikacja
Kwalifikacje na igrzyska wywalczyło 140 zawodników (100 mężczyzn i 40 kobiet)

## Klasyfikacja niepełnosprawności
- SH1 – osoby które wyłącznie poruszają się na wózkach inwalidzkich
- SH2 – osoby które potrafią stać ale nie mają możliwości oddania strzału w pozycji stojącej

## Program
| Strzelectwo |  | F | F | F | F | F | F |  |  |  |  |  |

## Medale

### Mężczyźni
| Konkurencja         | Złoto               | Srebro          | Brąz         |
| P. pneumatyczny SH1 | Valeriy Ponomarenko | Sergey Malyshev | Lee Ju-hee   |
| K. pneumatyczny SH1 | Jonas Jacobsson     | Norbert Gau     | Franc Pinter |
| K. dowolny SH1      | Jonas Jacobsson     | Doron Shaziri   | Dong Chao    |

### Kobiety
| Konkurencja         | Złoto               | Srebro             | Brąz              |
| P. pneumatyczny SH1 | Lin Haiyan          | Moon Aee-kyung     | Natalia Dalekova  |
| K. pneumatyczny SH1 | Veronika Vadovičová | Manuela Schmermund | Nilda Gomez Lopez |
| K. sportowy SH1     | Lee Yun-ri          | Kim In-yeon        | Zhang Cuiping     |

### Mieszane
| Konkurencja          | Złoto              | Srebro        | Brąz                |
| P. sportowy SH1      | Andrey Lebedinskiy | Li Jianfei    | Valeriy Ponomarenko |
| P. dowolny SH1       | Park Sea-kyun      | Lee Ju-hee    | Valeriy Ponomarenko |
| k. pneu. leżąc SH1   | Matt Skelhon       | Zhang Cuiping | Sim Jae-yong        |
| k. pneu. leżąc SH2   | Lee Ji-seok        | Raphael Voltz | Viktoria Wedin      |
| K. pneumatyczny SH2  | Lee Ji-seok        | Raphael Voltz | Michael Johnson     |
| K. dowolny leżąc SH1 | Jonas Jacobsson    | Zhang Cuiping | Franc Pinter        |

## Tabela medalowa
| Rk | Kraj                     | Złoto | Srebro | Brąz | Razem |
| 1. | Korea Południowa         | 4     | 3      | 2    | 9     |
| 2. | Szwecja                  | 3     |        | 1    | 4     |
| 3. | Rosja                    | 2     | 1      | 3    | 6     |
| 4. | Chińska Republika Ludowa | 1     | 3      | 3    | 7     |
| 5. | Słowacja                 | 1     |        |      | 1     |
| 5. | Wielka Brytania          | 1     |        |      | 1     |